# Roberto Benigni
Roberto Remigio Benigni (27. listopada 1952.) je Oscarom nagrađeni talijanski glumac, pisac i filmski, kazališni i televizijski redatelj. Nositelj je talijanskog odlikovanja Cavaliere di Gran Croce OMRI. Bolje je poznat po glavnoj ulozi u filmu Život je lijep.

## Izabrana filmografija
- 1977. - Berlinguer volim te
- 1983. - Uznemiravaš me
- 1986. - Pod udarom zakona
- 1989. - Mjesečev glas
- 1991. - Noć na zemlji
- 1994. - Čudovište
- 1997. - Život je lijep
- 2002. - Pinokio
- 2003. - Kava i cigarete
- 2005. - Tigar i snijeg

## Vanjske poveznice
- Roberto Benigni na Internet Movie Databaseu